# Campionato brasiliano di beach soccer
Il campionato brasiliano di beach soccer è una competizione sportiva brasiliana riservata alle squadre di calcio da spiaggia.

## Storia
La competizione ha avuto la sua prima edizione nel 2012, presso la diga di Guarapiranga, a San Paolo con la partecipazione di dodici squadre provenienti da sei stati.  Il Corinthians è diventato il primo campione della competizione.
Dopo cinque anni, la seconda edizione si è svolta nel 2017 a Praia do Gonzaga, a Santos, con la partecipazione di otto squadre provenienti da sei stati. Il campione, Vasco da Gama, ha rappresentato il paese nella prima edizione della Copa Libertadores de Fútbol Playa, che si è tenuta nello stesso luogo nel gennaio 2017..

## Albo d’oro
| Año           |               | Finale    | Finale         | Finale                 |           | Finale 3º-4º posto | Finale 3º-4º posto | Finale 3º-4º posto |
| Año           | Campione      | risultato | Secondo        | Terzo                  | risultato | Quarto             |                    |                    |
| 2012          | Corinthians   | 4 – 1     | Santos         | Cruzeiro Esporte Clube | 7 – 5     | Botafogo           |                    |                    |
| 2017 Dettagli | Vasco da Gama | 5 – 1     | Sampaio Corrêa | Botafogo               | 11 – 3    | Rio Branco         |                    |                    |

## Vittorie per squadra
| Squadra        | Campione | Secondo | Terzo |
| -------------- | -------- | ------- | ----- |
| Corinthians    | 1        | 0       | 0     |
| Vasco da Gama  | 1        | 0       | 0     |
| Sampaio Correà | 0        | 1       | 0     |
| Santos         | 0        | 1       | 0     |
| Botafogo       | 0        | 0       | 1     |
| Cruzeiro       | 0        | 0       | 1     |